# Laminosioptes cisticola
Laminosioptes cisticola är en spindeldjursart som först beskrevs av Vizioli 1868.  Laminosioptes cisticola ingår i släktet Laminosioptes och familjen Laminosioptidae. Inga underarter finns listade i Catalogue of Life.